# Ronald Hernández
Ronald José Hernández Pimentel (Barinas, Venezuela, 21 de septiembre de 1997) es un futbolista venezolano que juega como defensa en el Atlanta United de la Major League Soccer.

## Trayectoria
Ronald inició su andar en el futbol en las categorías formativas del club de su ciudad natal Barinas, el Zamora F. C. Comenzó jugando en la posición de lateral izquierdo en las categorías menores del Zamora.
De la mano de Noel Sanvicente fue inscrito en la plantilla del primer equipo, donde el propio Sanvicente le dio el consejo de cambiar de lugar en el campo, posicionándolo como lateral derecho, donde hoy se desempeña. 
En agosto de 2017, Hernández fue fichado por el Stabæk IF de la Tippeligaen de Noruega.
En enero de 2020 se oficializó su llegada al Aberdeen F. C. de la Scottish Premiership.
En febrero de 2021 se oficializó su préstamo al Atlanta United de la MLS por una temporada. A principios de 2022 se hizo oficial su fichaje definitivo por el equipo norteamericano con contrato hasta 2024.

## Selección nacional

### Selección juvenil
Formó parte de la selección de fútbol sub-20 de Venezuela, donde fue titular inamovible en el Campeonato Sudamericano de Fútbol Sub-20 de 2017.

#### Participaciones internacionales
| Competición                           | Sede          | Resultado    | Partidos | Goles |
| ------------------------------------- | ------------- | ------------ | -------- | ----- |
| Sudamericano Sub-20 de 2017           | Ecuador       | Tercer lugar | 9        | 0     |
| Copa Mundial de Fútbol Sub-20 de 2017 | Corea del Sur | Subcampeón   | 6        | 0     |

### Selección mayor
Hernández debutó en la ciudad de Asunción, el 10 de octubre de 2017 en la victoria 0:1 de Venezuela ante Paraguay por la 18.ª fecha de eliminatorias al Mundial de Rusia 2018. Hernández disputaría los 90 minutos del compromiso.
Marcó su primer gol con la vinotinto en la Copa América 2021, frente a Ecuador lo que significaría el gol del empate, al minuto 90.

#### Participaciones en Eliminatorias al Mundial
| Eliminatorias                 | Resultado | Partidos | Goles |
| ----------------------------- | --------- | -------- | ----- |
| Eliminatorias Mundial de 2018 | 10º lugar | 1        | 0     |

#### Participaciones en Copas América
| Copa              | Sede   | Resultado        | Partidos | Goles |
| ----------------- | ------ | ---------------- | -------- | ----- |
| Copa América 2019 | Brasil | Cuartos de final | 4        | 0     |
| Copa América 2021 | Brasil | Fase de grupos   | 2        | 1     |

## Clubes
| Club           | País           | Año           | Partidos | Goles | Asist. |
| -------------- | -------------- | ------------- | -------- | ----- | ------ |
| Zamora         | Venezuela      | 2015 - 2017   | 17       | 0     | 0      |
| Stabæk         | Noruega        | 2017-2020     | 61       | 0     | 7      |
| Aberdeen       | Escocia        | 2020          | 6        | 0     | 0      |
| Atlanta United | Estados Unidos | 2021-presente | 15       | 1     | 0      |

## Palmarés

### Títulos nacionales
| Título            | Club         | País      | Año  |
| ----------------- | ------------ | --------- | ---- |
| Torneo Adecuación | Zamora F. C. | Venezuela | 2015 |
| Torneo Apertura   | Zamora F. C. | Venezuela | 2016 |
| Primera División  | Zamora F. C. | Venezuela | 2016 |